# سول کرستا
سول کرستا (ژاپنی: ソルクレスタ هپبورن: Soru Kuresuta) یک بازی ویدئویی به سبک تیراندازی پیمایش عمودی است که توسط پلاتینیوم گیمز ساخته و منتشر شده‌است. این پنجمین و آخرین قسمت از مجموعه بازی‌های کرستا، پس از عنوان انحصاری ژاپنی ترا کرستا سه‌بعدی در سال ۱۹۹۷ برای سگا ساترن به‌شمار می‌رود، و اولین بازی در این سری است که توسط استودیوی ژاپنی نیچی‌بوتسو ساخته نشده‌است. این بازی در ۲۲ فوریه ۲۰۲۲، برای پلتفرم‌های نینتندو سوئیچ، پلی‌استیشن ۴، و مایکروسافت ویندوز عرضه شده‌است.